# Dichlorpropene
Dichlorpropene sind isomere chemische Verbindungen aus der Gruppe der Chlorkohlenwasserstoffe und Alkene. Sie sind zweifach chlorierte Derivate des Propens (verfügen also über eine Doppelbindung und eine Kette von drei Kohlenstoffatomen). Sie liegen jeweils als farblose bis gelbliche Flüssigkeit mit süßlich stechendem Geruch vor.

## Verbindungen
Zu dieser Stoffgruppe gehören 1,1-Dichlorpropen, 1,2-Dichlorpropen, 1,3-Dichlorpropen [in cis- und trans-Form bzw. in (E)- und (Z)-Form], 2,3-Dichlorpropen und 3,3-Dichlorpropen. 1,3-Dichlorpropen wurde im großen Maßstab hauptsächlich als Pestizid und Desinfektionsmittel verwendet. Da es als krebserzeugend eingestuft wird, ist sein Einsatz in Deutschland jedoch seit 2003 verboten. 2,3-Dichlorpropen wird als Ausgangsstoff für die Synthese anderer chemischer Verbindungen verwendet. Die anderen Isomere finden kaum Verwendung.

## Eigenschaften
| Gefahrensymbol | Gefahrensymbol |

| keine Einstufung verfügbar |

| Gefahrensymbol | Gefahrensymbol |

| Gefahrensymbol | Gefahrensymbol |

| Gefahrensymbol | Gefahrensymbol |

| Gefahrensymbol | Gefahrensymbol |

| Gefahrensymbol | Gefahrensymbol |

| Gefahrensymbol | Gefahrensymbol |

## E
1. ↑  Agency for Toxic Substances and Disease Registry: ToxFAQs for Dichloropropenes.
2. 1 2 3 4 5 6 7  Eintrag zu 1,1-Dichlorpropen in der GESTIS-Stoffdatenbank des IFA, abgerufen am 11. August 2016. (JavaScript erforderlich)
3. 1 2 3  Eintrag zu 1,2-Dichlorpropen in der GESTIS-Stoffdatenbank des IFA, abgerufen am 11. August 2016. (JavaScript erforderlich)
4. 1 2 3 4 5 6 7  Eintrag zu 1,3-Dichlorpropen, Isomerengemisch in der GESTIS-Stoffdatenbank des IFA, abgerufen am 3. Januar 2023. (JavaScript erforderlich)
5. 1 2 3 4 5 6 7  Eintrag zu 2,3-Dichlorpropen in der GESTIS-Stoffdatenbank des IFA, abgerufen am 11. August 2016. (JavaScript erforderlich)
6. 1 2 3 4 5 6  Eintrag zu 3,3-Dichlorpropen in der GESTIS-Stoffdatenbank des IFA, abgerufen am 10. Januar 2025. (JavaScript erforderlich)
7. ↑  Eintrag zu 1,1-dichloropropene im Classification and Labelling Inventory der Europäischen Chemikalienagentur (ECHA), abgerufen am 11. August 2016. Hersteller bzw. Inverkehrbringer können die harmonisierte Einstufung und Kennzeichnung erweitern.
8. ↑  Eintrag zu 1,3-dichloropropene im Classification and Labelling Inventory der Europäischen Chemikalienagentur (ECHA), abgerufen am 11. August 2016. Hersteller bzw. Inverkehrbringer können die harmonisierte Einstufung und Kennzeichnung erweitern.
9. ↑  Eintrag zu 2,3-dichloropropene im Classification and Labelling Inventory der Europäischen Chemikalienagentur (ECHA), abgerufen am 11. August 2016. Hersteller bzw. Inverkehrbringer können die harmonisierte Einstufung und Kennzeichnung erweitern.
10. ↑  Eintrag zu 3,3-Dichloro-1-propene im Classification and Labelling Inventory der Europäischen Chemikalienagentur (ECHA), abgerufen am 11. August 2016. Hersteller bzw. Inverkehrbringer können die harmonisierte Einstufung und Kennzeichnung erweitern.